# Средний Цивиль
Сре́дний Циви́ль (чув. Вăтам Çавал, Çавал) — река в России, протекает в Чувашии. Устье реки находится в 138 км по правому берегу реки Большого Цивиля. Длина реки — 28 км, площадь водосборного бассейна — 210 км².
Исток в лесу южнее посёлка Волонтер, протекает рядом с населёнными пунктами: Вурманкасы, Кадыши, Кюльхири, Чалым-Кукшум.

## Данные водного реестра
По данным государственного водного реестра России относится к Верхневолжскому бассейновому округу, водохозяйственный участок реки — Цивиль от истока и до устья, речной подбассейн реки — Волга от впадения Оки до Куйбышевского водохранилища (без бассейна Суры). Речной бассейн реки — (Верхняя) Волга до Куйбышевского водохранилища (без бассейна Оки).
Код объекта в государственном водном реестре — 08010400412112100000063.